# Yahaba
Yahaba (矢巾町, Yahaba-chō) est un bourg du district de Shiwa, situé dans la préfecture d'Iwate, au Japon.

## Géographie

### Démographie
Au 1er novembre 2013, la population de Yahaba s'élevait à 26 829 habitants répartis sur une superficie de 67,28 km2.